# 茂吉紀念館前站
茂吉紀念館前站（日语：／ Mokichikinenkammae eki */?）是位於山形縣上山市北町字弁天1421番，東日本旅客鐵道（JR東日本）的奧羽本線（位於愛稱為山形線區間內）車站。

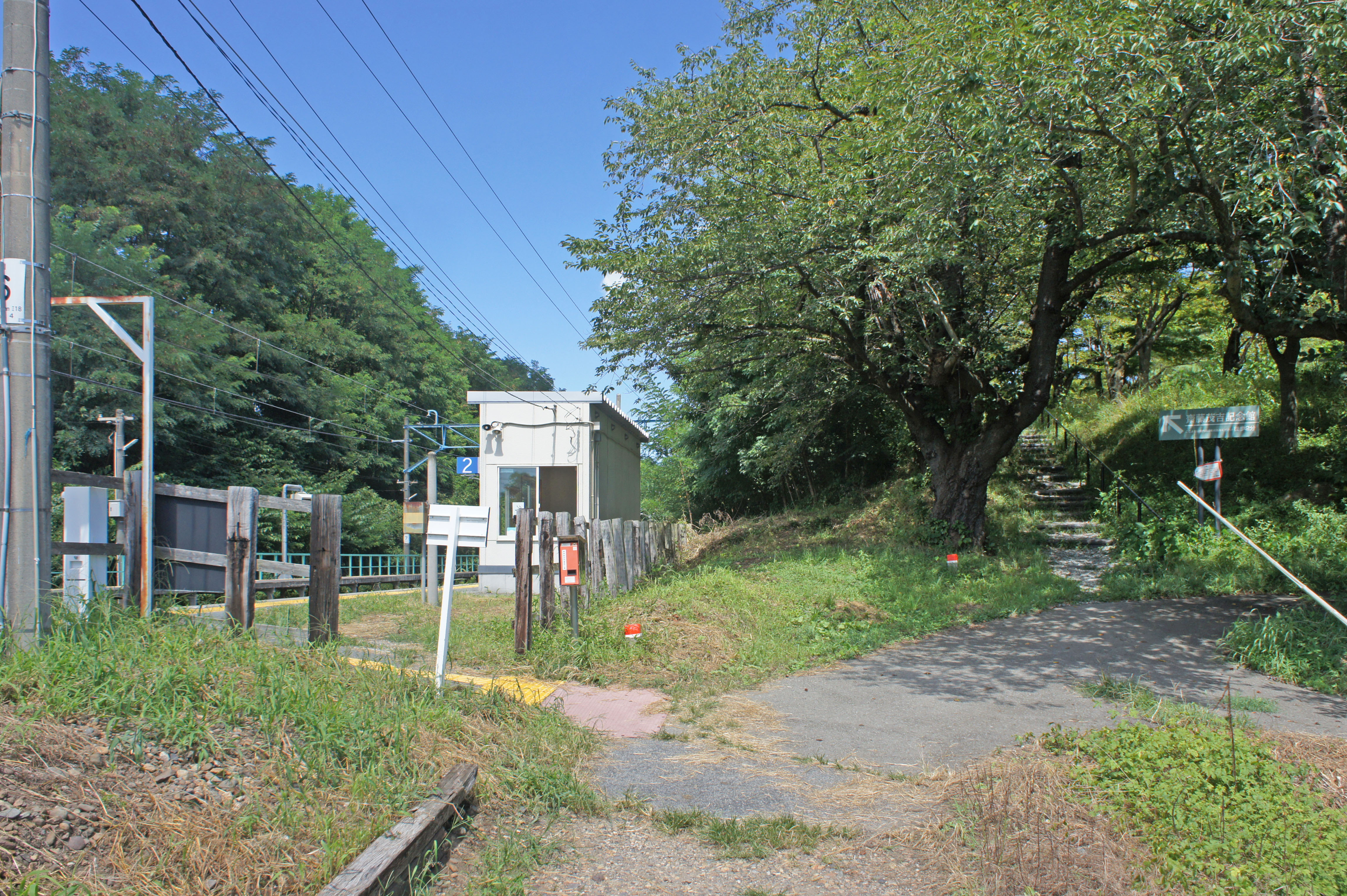
上行月台入口(2022年8月)

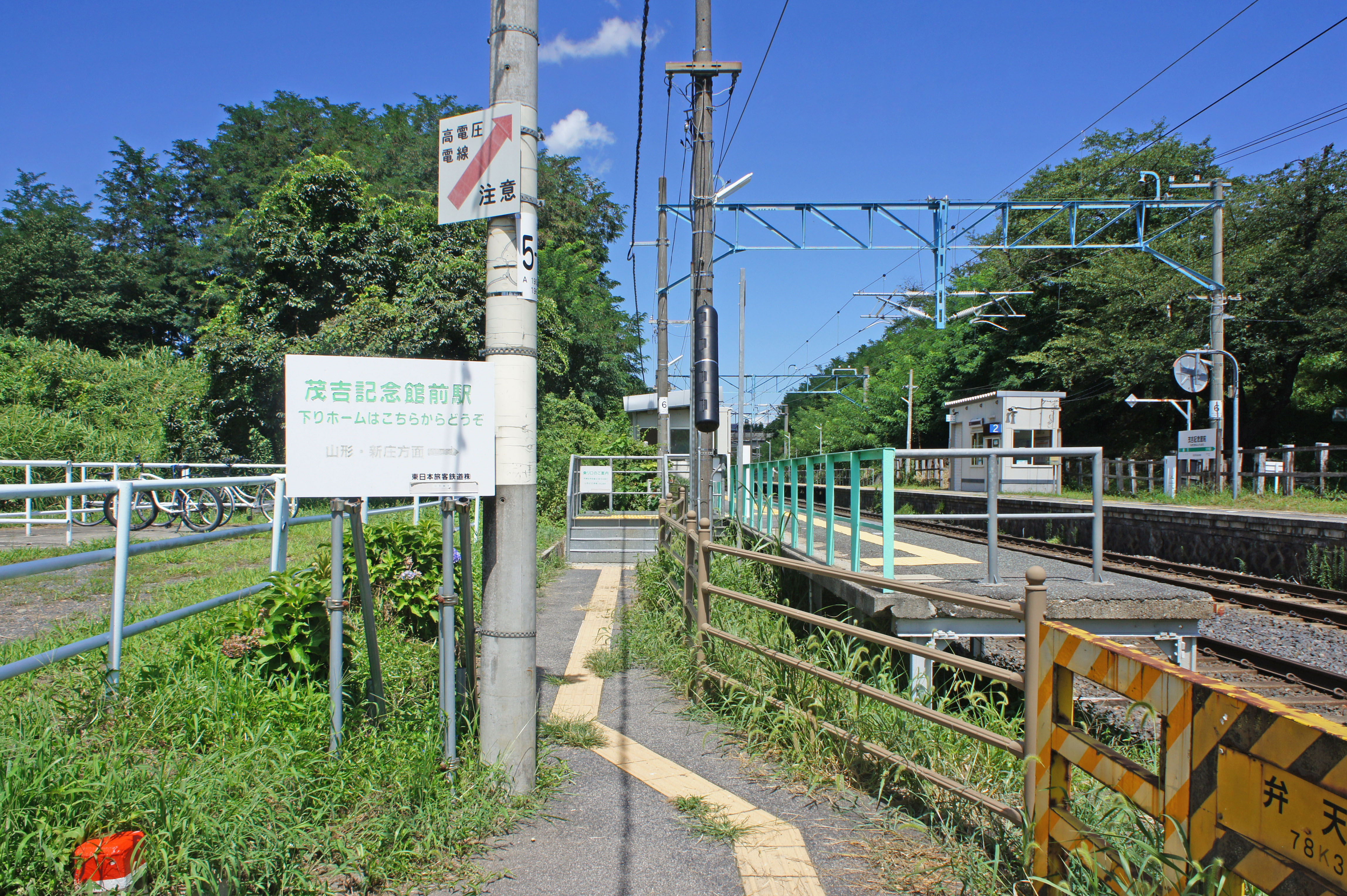
下行月台入口(2022年8月)

## 歷史
- 1952年（昭和27年）3月5日：北上之山站（日语：／）啟用[1]。
- 1987年（昭和62年）4月1日：伴隨國鐵分割民營化，車站由東日本旅客鐵道（JR東日本）營運。
- 1992年（平成4年）7月1日：車站改名為茂吉紀念館前站。

## 構造
車站是一座地面車站，設有2面2線的相對式月台。
此站是由山形站管理的無人車站，沒有車站大樓。在兩月台上設有木造候車室，候車室內部設有長椅（候車室在2009年翻新）。在車站內沒有平交道，如需前往對面月台，需要使用站外的平交道。各月台南邊設有梯級出入口。在出入口處設有乘車站證明票發行機。
曾經部分客車列車會通過，而柴油列車需要停站。

### 月台
| 月台 | 路線    | 上下行 | 方向           |
| ---- | ------- | ------ | -------------- |
| 1    | ■山形線 | 下行   | 山形、新庄方向 |
| 2    | ■山形線 | 上行   | 赤湯、米澤方向 |

參考

## 使用狀況
根據「山形縣」的資料，在2004年度1日平均乘車人次為190人。
| 乘車人次變化 | 乘車人次變化 |
| 年度         | 1日平均人次  |
| ------------ | ------------ |
| 2000         | 165          |
| 2001         | 172          |
| 2002         | 189          |
| 2003         | 195          |
| 2004         | 190          |

## 周邊
此站是距離前上山馬場最近的車站（該馬場在2003年結業）。在執行災難復興措施下，馬場在1958年開始進行賽馬活動，當時有許多人前往馬場。另外，此站是距離前山形縣立上山農業高等學校最近的車站，因此當時有許多學生使用車站。現時這些景象已經不復見。
在車站東邊，於上行月台經過出入口後，沿細小斜道前往小山丘，步行100米即可到達齋藤茂吉紀念館，而車站名稱是取自該紀念館。在車站以北800米處設有金瓶村落，為齋藤茂吉出生地，該紀念館在1968年啟用。
在車站前設有山形縣埋藏文化財中心。車站周邊的遊樂場「Lina World」。
- 山形縣立山形盲人學校（日语：山形県立山形盲学校）
- 上山醫院（日语：かみのやま病院）

## 相鄰車站
東日本旅客鐵道（JR東日本）
■山形線（奧羽本線）
上山溫泉－茂吉紀念館前－藏王

## 外部連結
- 車站資訊（茂吉紀念館前）：東日本旅客鐵道（日語）